# Żagnica południowa
Żagnica południowa (Aeshna affinis) – migrujący gatunek ważki z rodziny żagnicowatych (Aeshnidae). Jest szeroko rozprzestrzeniona wokół Morza Śródziemnego, w Europie zachodniej, środkowej i wschodniej. Zasięg jej występowania stopniowo rozszerza się na północ. W Azji występuje aż po Mongolię. W północnej Afryce jest rzadka.
W Polsce występuje głównie w środkowej i południowej części kraju. Dawniej była gatunkiem rzadkim: np. w woj. śląskim jej wystąpienia notowane były sporadycznie w latach 1939 i 1966, ale od 2005 roku pojawia się liczniej. Preferuje wody stojące, w tym okresowo wysychające. W Polsce imagines latają w czerwcu i lipcu.
Długość ciała 60 mm, rozpiętość skrzydeł 86 mm.